# 那鸿·泰特
那鸿·泰特（1652年—1715年7月30日）是一位盎格魯愛爾蘭人以及诗人，1692年被評為英國桂冠詩人 。他曾參與編寫亨利·珀塞爾的歌剧《蒂朵與艾尼亞斯》的剧本。他支持奥利弗·克伦威尔。